# Boohoos
I Boohoos sono stati un gruppo musicale glam e garage rock Italiano, proveniente da Pesaro.
Il loro stile musicale era molto influenzato dagli Stooges, il loro stesso nome rimanda infatti ad un brano del gruppo.

## Storia del gruppo
Il gruppo nacque nel novembre del 1985 per volere di Alessandro Renzoni detto "Alex" (voce), Roberto Russo detto "King" (chitarra), Andrea Serafini detto "Fuss" (chitarra), Adamo Sanchini detto "Adov Stone" (basso) e Fabio Pantera (batteria), a cui nel gennaio del 1986 si unì Paul Chain all'organo. Fra le precedenti esperienze dei musicisti vi era la militanza  di Russo e Sanchini nel gruppo hardcore punk i Cani e sempre dei due, con Serafini, nel gruppo New wave Kaspar Hauser, mentre Paul Chain proveniva da esperienze in vari gruppi e progetti, tra cui i Death SS e il Paul Chain Violet Theatre.

### Gli anni di attività
Nel febbraio del 1986 i Boohoos realizzarono il loro primo demo, dal titolo Bloody Mary, che fu registrato a La Vecchia Fornace, uno studio di registrazione nella periferia di Pesaro. Dopo un anno di attività concertistica giunsero quindi alla prima produzione discografica, per conto della casa discografica Electric Eye di Claudio Sorge, che pubblicò l'EP The Sun, The Snake and The Hoo nel gennaio del 1987.
Il 12 dicembre 1987 uscì, sempre per la Electric Eye, l'album d'esordio Moonshiner, che ebbe una certa rilevanza anche all'estero, dove venne recensito positivamente da Kerrang!. Il disco, che ampliava la precedente impostazione garage punk, inaugurando nuove sonorità maggiormente ispirate al glam rock di stampo rock'n'roll degli anni '70, dai vaghi accenti psichedelici, attribuibili soprattutto all'organo elettrico di Paul Chain.
Nel 1988, tuttavia, sia Paul Chain che la sezione ritmica lasciarono il gruppo, e solo quest'ultima venne sostituita da Baka Bomb (basso) e da Eric Lumen (batteria, già nei Cani). L'anno successivo uscì il secondo ed ultimo album dei Boohoos, Rocks for Real, in cui lo stile del gruppo virò verso un hard rock più convenzionale.
Poco dopo, in seguito all'abbandono dello stesso Alex Renzoni, il gruppo si sciolse. Renzoni e Baka Bomb entrarono allora far parte dei Living Wreck.

### Dopo lo scioglimento
Nel 2008 l'etichetta Spittle Records pubblicò la raccolta Here Comes The Hoo (1986-87), con una retrospettiva critica curata da Claudio Sorge, Franco "Lys" Dimauro, Luca Frazzi e Federico Guglielmi.
Nel 2015 Roberto Russo ha pubblicato per la Crac Edizioni il libro Too Much Too Boohoos, in cui racconta l'esperienza della band nel periodo della sua attività.

## Formazione

### Ultima formazione
- Alex Renzoni - voce
- King (poi King Robert Jones) - chitarra
- Fuss (poi The Mighty Fuss) - chitarra
- Baka Bomb - basso
- Eric Lumen - batteria

### Ex-componenti
- Adov Stone - basso (1985-1988)
- Paul Chain - organo (1986-1988)
- Pantera - batteria (1985-1988)

## Discografia
Album in studio
- 1987 - Moonshiner
- 1989 - Rocks for Real

Demo
- 1986 - Bloody Mary

### EP
- 1987 - The Sun the Snake and the Hoo

### Raccolte
- 2008 - Here Comes the Hoo (1986-87)